# ختمی الوان
ختمی الوان، رز پنبه‌ای، ختمی درختی (نام علمی: Hibiscus mutabilis) نام یک گونه از سرده ختمی است.برای اولین بار در جنوب چین شناخته شد.اکنون در تمام قاره ها به جز قطب جنوب یافت می شود.این گل به تغییر رنگ گلبرگ در ساعات مختلف شبانه روز زبانزد است.در صبح ها به رنگ سفید ،در ظهر به رنگ صورتی و در عصر به رنگ قرمز دیده می شوند.